# Comori de artă românească (1964)
Comori de artă românească este un film românesc din 1964 regizat de Pavel Constantinescu.